# 頭癬

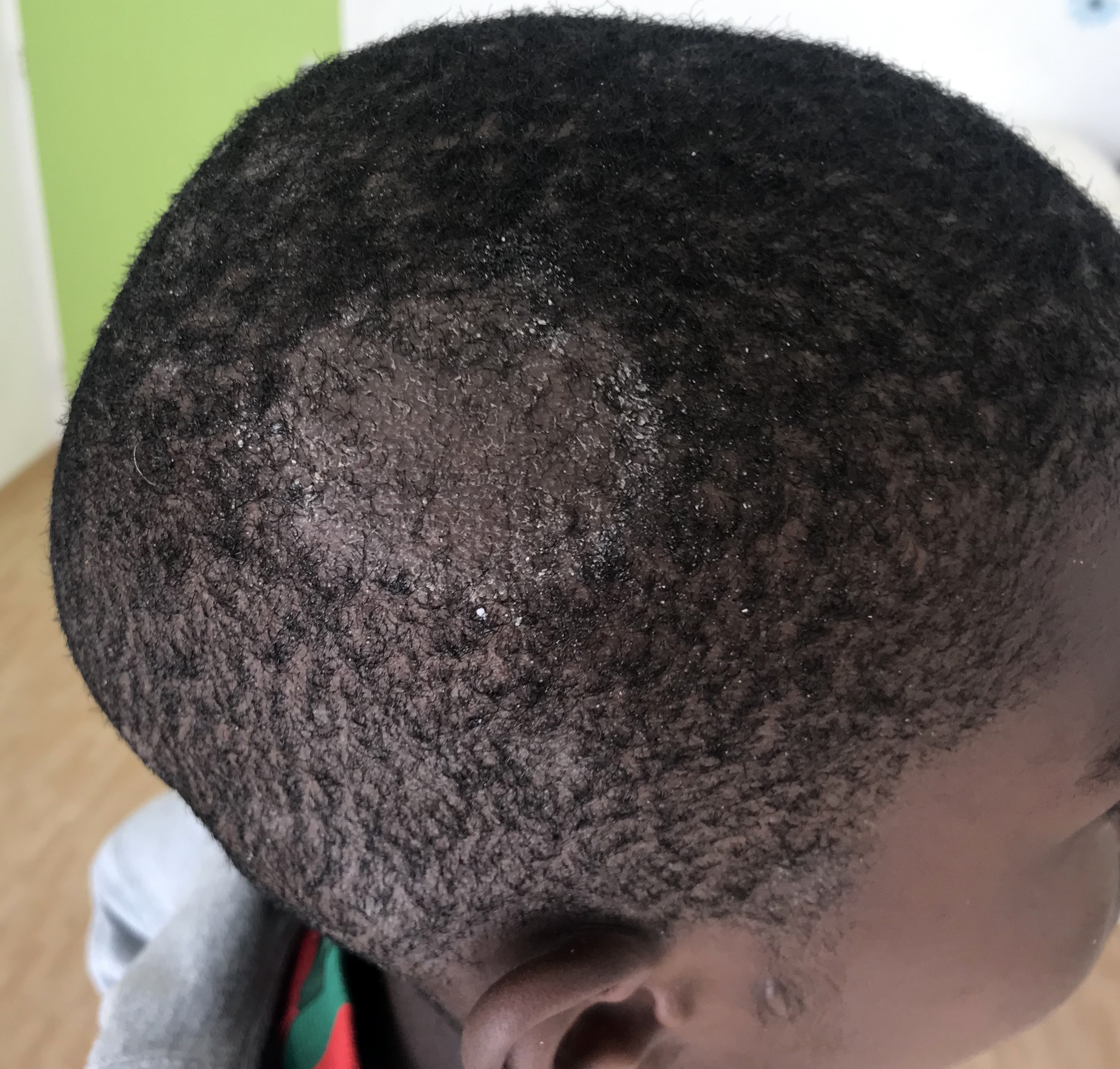
被頭癬感染的頭皮

头癬（tinea capitis）或头皮癣，是由皮癣菌感染头皮导致的皮癣菌病。两种主要的真菌是：小孢癬菌和毛癬菌。
头癬可能出现于各部位的皮肤上，如头皮、头发、身体、脚掌，有时也出现在指甲上。头癬的主要症状是出现环状瘙痒红斑、毛囊受损和秃顶，头顶的感染部位可能出现头屑。严重时感染处会化脓，甚至引起二次感染。头癬传染性很强，通过人体直接接触或共用的毛巾、梳子等物品传播。头癬也能通过触摸染病的动物传播。

## 治疗
头癣主要使用口服和外用抗真菌药物，以及一些辅助措施。常见的口服药物包括灰黄霉素、特比萘芬和伊曲康唑。局部治疗方面，可以配合使用抗真菌洗发水和外用药膏，如酮康唑洗剂或联苯苄唑溶液。此外，定期理发、消毒患者用具和管理密切接触者也是重要的辅助措施。

## 世界治疗头癬历史
在古代头癬就已经为人所知，在公元一世纪埃及的壁画中，它首次被凯尔苏斯描绘。公元400年，它在Cassius Felix的医学专著中被再次提及。14世纪著名的法国医生居伊·德·肖利亚克把癬（tinea）分为五种，这种划分方式至19世纪初仍被应用。工业革命之始，由于涌向城市的移民的增加和贫民区的出现，头癬成为生活环境拥挤的贫民、移民和难民之中常见的疾病。因为头癬显现出红斑、秃顶的外在特征，头癬被贴上了丑陋、令人生厌的标签。19世纪三四十年代，Gruby、Remak和Schoenlein三位研究者同时进行研究，把造成头癬的各种细菌分类，这种分类方式的大部分内容至今还适用。但是尽管引起头癬的细菌种类已经被发现，治疗头癬的药物在一个世纪之后才被发明。

### 头癬的传统治疗——发现X射线之前
二十世纪初以前，头癬的基本治疗方式是手动拔掉感染部分或整个头顶的毛发，用焦油、硫磺、石蜡、糖水等医用材料来阻止细菌感染。其它常见方式有给儿童低剂量的乙酸铊（有毒金属物质，有时用来毒杀老鼠等害虫），以使头发脱落。
感染头癬的儿童通常要离开学习的地方，在治疗好之前不得回去学习。这造成了这些儿童数月甚至数年被隔离起来，通常是隔离在家中。把患头癬的儿童隔离起来在世界各地很常见，在法国和美国甚至有专门给患头癬的儿童开的学校。在法国这些学校开在医院里，患病儿童被隔离在学校住宿，长达三年。

### X射线治疗头癬
早在1897年利奥波德·弗罗因德就提议用X射线使头发脱落来治疗头癬。继弗洛德之后，雷蒙·萨布罗在1904年就用X射线代替当时常用的手动拔掉头发的头癬治疗方式，发表了系统的医学治疗方案。萨布罗与头癬细菌发现者之一格鲁比·达维德合作研究，因此在一些研究中，头癬也被称为“格鲁比-萨布罗”疾病。Robert Kienböck在1907年发表了把头皮分为五个区域的放射方法。1901年Horatio Adamson改善了Kienböck的技术，这项技术被称为“Kienböck-Adamson法”。
放射之后，在儿童头上涂上药膏，下用头巾或帽子裹住头，以防感染病菌的头发散落之后传染周围的人。剩下的头发，主要分布在放射的五个区域的交界处，则按照传统的方法，用镊子来手动拔下，有时兼用石蜡或焦油以加速拔发的过程。通常，六个星期之后开始长出健康的头发，短期之内他们就可以结束家中隔离，重新回到以前的学习和社交环境中。
1909年发表在医学期刊“柳叶刀”上的Kienböck-Adamson法成为医学界普遍接受的用X射线协助治疗头癬的医疗方案和方法。此方法一直广泛使用，直到1960年，口服数周的灰黄霉素（griseofulvin，抗细菌药物）代替放射成为治疗头癬的主要方式。联合国儿童基金会决定资助改用灰黄霉素治疗的国家购买药物，其中包括以色列。
X射线在治疗头癬方面的成功，鼓励了有组织的群体治疗头癬，东欧犹太社会健康组织OZE-TOZ（אז"ע-טא"ז）中约两万七千六百儿童接受了治疗，在联合国儿童基金会的帮助下五十年代南斯拉夫约九万儿童，葡萄牙约三万儿童接受了治疗。
X射线在医疗方面不仅用来治疗头癬，也用于治疗其它多种疾病，如痤疮、测鞋，妇女不育症、妇女美容脱毛，甚至用于让童鞋合脚。在美国和加拿大，X射线最广泛的用途是治疗痤疮和腺样体肥大。仅在美国，由于以上各种原因而接收放射治疗的儿童人数就达四百万。

## 以色列的头癬

### 背景
头癬曾是以色列犹太人和国外犹太社会中最常见的传染病之一。按照哈达萨医院皮肤科的报告，耶路撒冷学校中约有40%的儿童曾感染头癬。二十世纪初，哈达萨组织用X射线治疗耶路撒冷旧城区犹太人的头癬，此疾病几乎彻底消失。消除头癬的行动始自1925年，延续至1938年，由哈达萨医院皮肤科的Ariye Dostrovsky教授和放射科的Drokman教授发起。1925年至1928年间，在Drokman的管理下，约有3500名耶路撒冷儿童被送往哈达萨医院放射科接受放射。除耶路撒冷外，有343名儿童在特拉维夫哈达萨医院接受放射。哈达萨医院所使用的放射治疗法，正是当时广为使用的“Kienböck-Adamson法”。
为了防止二三十年代移民到以色列的儿童再次引发头癬的传播，Dostrovsky和哈达萨医院卫生科主任Mordechai Berachyahu医生决定，所有移民及其子女到达以色列后均需经过有组织的检查，以尽早发现传染疾病，尤其是沙眼和头癬。东欧移民与其子女一般都在移民之前在他们原先居住的国家接受检查，如有需要，在移民之前接受治疗。
如果家长拒绝让患头癬的孩子接受放射治疗，孩子会被学校赶走，除非有接受过所需放射治疗的证明信，否则不得返回学校。放射治疗的经费由学校卫生科和地方政府共同承担。每位儿童治疗的花销为1.5以色列里拉。
头癬在阿拉伯居民当中也曾一度消失，他们把孩子送到特拉维夫、雅法、海法和耶路撒冷的私立放射机构接受治疗。主要在东欧犹太社会活动的犹太卫生组织报告，1921-1938年间，有27600名犹太儿童在他们组织的消除头癬行动中接受了放射治疗。在英国委任统治末期，头癬在以色列犹太学生当中几乎完全消失。

### 以色列的头癬治疗
随着四五十年代大批移民的到来，由于人口密度大和卫生环境差，大量头癬病例再次出现，在来自亚洲和北非的移民儿童之中尤为严重。五十年代初，以色列卫生部发起消除移民儿童头癬的行动。在这次行动中，患病儿童被送往耶路撒冷和特拉维夫哈达萨医院的放射科、哈达萨医院管理下的Shneler儿童中心和羅什艾因的移民中心放射科接受放射治疗。Clalit医疗维护组织启动了其在特拉维夫的Zamenhof医疗中心放射科和在海法的放射机构，作为放射治疗中心。从1952年起，以色列将大部分儿童集中于一所建在Shaar HaAliya移民中心的专门治疗头癬和沙眼的医院接受治疗。1953年，Tel HaShomer医院也开始放射治疗头癬。联合国儿童基金会(UNICEF)是致力于消除头癬并且为此帮助购买放射仪的主要组织，他们也是启动南斯拉夫和叙利亚放射治疗的主要力量。以色列Shaar HaAliya移民中心的两台放射仪就是由联合国儿童基金会购买的。
以色列卫生部建立之初就决定将以色列所有放射治疗头癬的医疗责任监管权交给Dostrovsky和Drokman负责的哈达萨医院皮肤和放射科。在以色列有组织地消除头癬的同时，移民和健康相关组织也致力于在各国将要移民的儿童之中消除头癬，北非作为主要移民聚集处，为这些组织活动的重点对象。在北非犹太社会中消除头癬的责任交给了犹太卫生组织，这是一个犹太人的卫生组织，也在东欧犹太社会中活动。犹太卫生组织的管理人员Moshe Fribes教授，即后来的本·古里安大学校长、受任医学院院长，于1947年到北非访问，并制定了消除将要移民人员中感染疾病的整体计划。消除北非感染疾病的行动称为“T.T.T.”，是按照三种最主要的疾病——头癬（Tinea）、沙眼（Trachoma）和肺结核（Tuberculosis）命名的。
在北非有两万五千名儿童接受了放射治疗，其中大都在摩洛哥犹太社会中。以色列有两万四千名犹太儿童接受了放射头癬治疗，大部分是摩洛哥、伊拉克、利比亚和也门的移民儿童，另有3700名阿拉伯儿童接受了放射治疗。孩子们在没有父母陪伴的情况下，被送上卡车，成批送往Shaar HaAliya的头癬治疗中心，接受包括拔头发和放射在内的为期数周的治疗。部分家长对此坚决反对，作为回应，孩子们被从学校赶走，因此大部分反对的家长不得不做出让步。

#### 以色列放射治疗的副作用
放射治疗导致数年后部分患者脑膜和甲状腺生长恶性或良性肿瘤。以色列和世界几个研究小组都在跟踪接受放射的病人并检查治疗的副作用。在以色列，研究负责人是Baruch Modan教授， 1974年他在医学期刊《柳叶刀》发表了一篇文章，指明了放射治疗头癬病人和头部与颈部肿瘤之间的因果联系。（Modan的文章是放射治疗跟踪和研究方面的里程碑。）Modan在另一篇文章中将接受头癬放射治疗的人的死亡率和未接受此治疗人口的死亡率，及接受治疗者亲属的死亡率作了比较（除去车祸等无关的死亡案例）。研究调查了约一万八百名接受治疗者，其中113人死于与头癬相关的原因。与一般人口74岁的寿命相比，未接受放射治疗的人口死亡率为0.7%，而接受放射治疗的人口死亡率为1.13%。
1975年，Modan在以色列报纸发表了自己的研究，并呼吁接受过放射治疗的人群去他那里接受调查与跟踪检查，费用由卫生部支付。但是以色列大众对于此呼吁反应冷淡，只有440人响应他的呼吁做了跟踪检查。调查发现，他们当中只有四人患有需要外科手术治疗的疾病，而无一人患有恶性肿瘤。Modan和他的同事由此决定不再继续或加大呼吁治疗者进行跟踪检查。由于接受过放射治疗的人在八十年代向卫生部投诉，卫生部部长Mashiah医生于1989年倡议成立由Lavi医生领导的专门调查委员会。委员会成立之后，1992年Mashiah医生给以色列所有医生发表了公报，引起他们对此话题的关注。此公报的全文也在日报中发表。由于媒体的大量报道，议员Amir Perets在1994年提出为赔偿头癬受害人一事立法。

### 东方犹太人维权人士对头癬事件的批评
在东方犹太人维权人士眼里，以色列头癬治疗是五十年代移民所遭受伤害的鲜明案例，而这种伤害是由有关机构的玩忽职守、庇护、不负责任甚至是故意造成的。关于此事件的名为《头癬儿童》的纪录片在2003年由迪莫纳传媒中心制作，由阿什·哈米亚斯、大卫·贝哈桑导演。该影片在海法国际电影节纪录片中获得第一名。影片强烈抨击了以色列五十年代的医疗机构，将此事件称为“头癬儿童大屠杀”。该影片还批评了针对头癬受害人的赔偿法和参与立法的政治家。在公众激烈的讨论当中，头癬事件不时被拿来与大屠杀的残忍做对比，有人称头癬事件是针对东方犹太人的故意之举，也有人称至少有十万儿童因为头癬而接受放疗。
新的研究表明，以色列对头癬大规模的治疗方法是建立在20世纪初犹太卫生组织在东欧对约二万七千名西方犹太儿童治疗方法之上的，西方世界（欧洲与美国）有二十多万名儿童也接受了同样的治疗。如果没有进行副作用跟踪，这种治疗方法甚至可以算作高效、成功的。《头癬儿童》的制作人阿什·哈米亚斯和大卫·贝哈桑现在推翻了他们当初在电影中得出的结论。

### 以色列媒体对头癬病人放疗结果的认识与讨论
从八十年代起就有大量关于以色列头癬的研究发表，并且发表在各种媒体（报纸、广播、电视和网络）。有关此题目的主要报导早在1975年在报纸Davar就发表了，这些报导指出童年接受头癬放疗和罹患癌症之间的关系。
1950年至2009年间，以色列的希伯来语报纸中一共有超过100篇关于头癬放疗的报导；其中70篇涉及放疗与后来疾病的直接关系；此外，还有针对此题目的5篇广播报导（1989年）和2套电视节目（2003年）。2000年至今，网络上关于头癬约有一万条希伯来语内容（文章、博客、论坛、新闻、头癬受害人组织的信息），其中2800条是关于电影《头癬儿童》的讨论，6130条讨论头癬法案。
需要指出的是，在所有因为医疗原因（头癬、甲状腺和胸腺肿、痤疮、湿疹、疣、哮喘、不孕症和月经紊乱等）而对儿童进行放射治疗的西方国家中，只有以色列接受头癬放疗的人群得到了媒体和特别关注，而成为由国家出面处理的政治-社会-健康问题。